# Kama (municipiu)

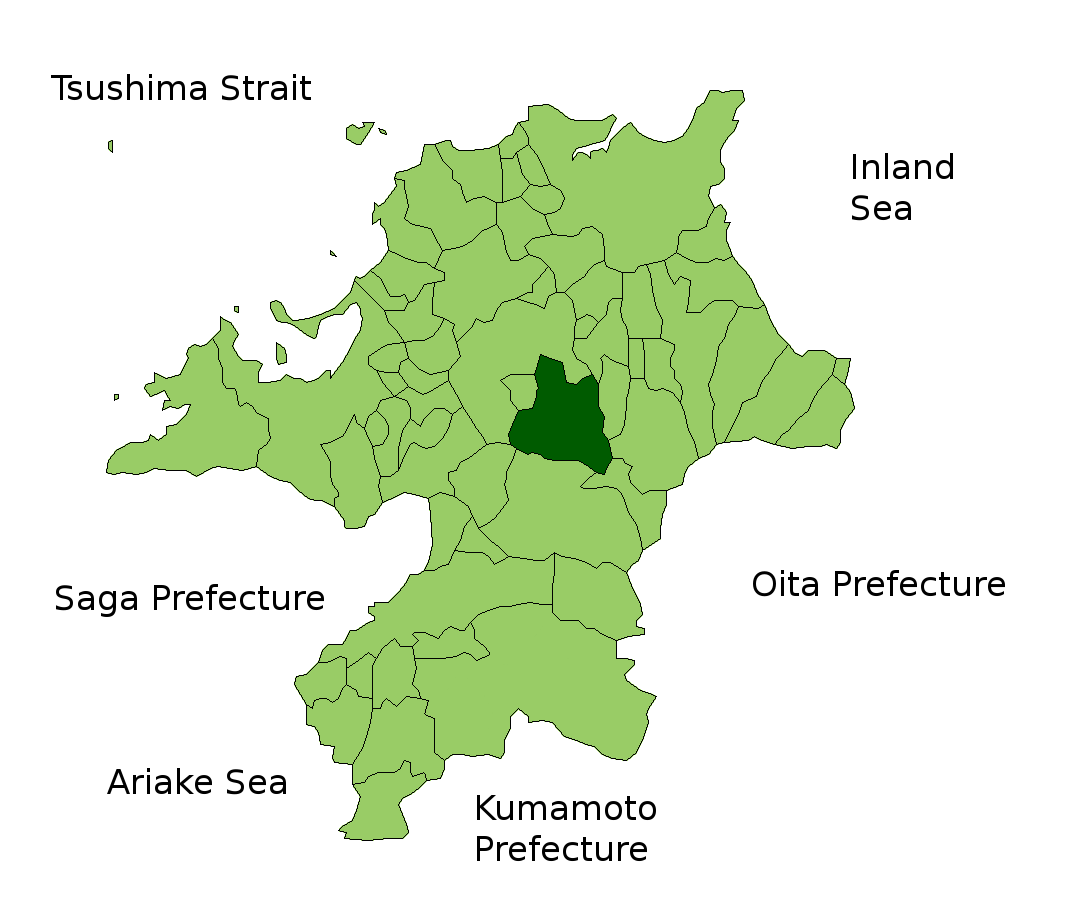

Kama (嘉麻市 Kama-shi?) este un municipiu din Japonia, prefectura Fukuoka.